# 357
357 (CCCLVII) fue un año común comenzado en miércoles del calendario juliano, en vigor en aquella fecha.
En el Imperio romano, el año fue nombrado como el del consulado de Constancio y Juliano, o menos comúnmente, como el 1110 Ab urbe condita, adquiriendo su denominación como 357 a principios de la Edad Media, al establecerse el anno Domini.

## Acontecimientos
- El césar Juliano, futuro emperador, derrota a los alamanes en Argentoratum (actual Estrasburgo).
- Comienza en China el reinado de Fú Jiān, emperador de la dinastía Qin Anterior.[1]

## Fallecimientos
- Osio de Córdoba, religioso cristiano.